# Aleš Pikl
Aleš Pikl (* 2. dubna 1975) je český fotbalový záložník. Začínal ve Mšených Lázních, dále prošel mládežnickými kluby Roudnice a Blšan. V roce 1995 přestoupil do Ostravy, sezonu 1998/99 odehrál za Teplice. Od léta 1999 působil na Žižkově, po sestupu do druhé ligy v létě 2004, klub opustil a od ledna 2005 působil v řeckém Niki Volos. Začátkem září 2005 přestoupil do Zlína. V lednu 2006 si ho vzal kouč Ščasný do Mostu, o rok a půl později se dostal do Sparty Krč. Začátkem roku 2012 ho přivedl Ivan Horník do FC Chomutov na hostování z Mostu. V současné době hraje za Sokol Radovesice, kde působí jako záložník a kapitán týmu. Tento tým momentálně hraje III. A třídu.